# Эмоции на рабочем месте
Эмоции на рабочем месте —эмоциональные состояния сотрудников на рабочем месте, влияющие на общение сотрудников, как внутри организации, так и с внешним миром. «События на работе оказывают реальное эмоциональное воздействие на участников, имея существенное значение для отдельных лиц, групп и общества». Положительные эмоции на рабочем месте помогают сотрудникам получать благоприятные результаты, включая их собственные достижения, пользу для организации и создание более качественной социальной среды . Отрицательные эмоции (страх, гнев, стресс, враждебность, грусть и чувство вины) увеличивают предсказуемость отклонений на рабочем месте и ухудшает восприятие организации внешним миром.
Эмоции достаточно интенсивны, чтобы нарушить мыслительные процессы, в отличие от настроения, которое обычно не отождествляется с определённым стимулом и недостаточно интенсивно, чтобы прерывать текущие мыслительные процессы. Влияние негативных эмоций сотрудника на общее отношение или настроение на работе может иметь множество последствий. Эмоции и управление эмоциями являются важной частью организационной жизни (важно создать публично наблюдаемое и желательное проявление эмоций как часть должностной роли).
Отправной точкой современных исследований эмоций в организациях стала основополагающая книга социолога Арли Рассела Хохшильд (1983) об эмоциональном труде: Управляемое сердце. Изучение эмоций на рабочем месте рассматривается как наука.

## Эмоциональный труд/эмоциональная работа
Характер экономики всего мира трансформируется из сферы производства в сферу услуг, появляются новые вызовы, связанные со сложными процессами эмоций на рабочем месте. Первоначальный сдвиг в экономике включал переход к обслуживанию клиентов (розничная торговля, рестораны и туристическая индустрия), этот тип работы стал называться эмоциональным трудом, а эмоции работников стали рассматриваться руководством как товар, который можно контролировать, обучать и записывать в руководства для сотрудников. От работников в сфере «поставщики услуг», ожидается эмоциональный труд в виде неагрессивного и даже вежливого поведения  (демонстрация вежливых и приятных манер независимо от поведения клиента) в ответ на агрессивное поведение клиента. Менеджер или коллега, постоянно демонстрирующий положительные эмоции, с большей вероятностью будет мотивировать окружающих и иметь больше возможностей для продвижения в компании. Требовалось подавление чувств с целью поддержания такого внешнего вида, который создает у других ощущение того, что о них заботятся в дружелюбном безопасном месте (эмпатическая забота). Эмоциональный труд предполагает усилия по проявлению эмоций, которые могут не испытываться искренне, но которые необходимо проявлять. Коммерциализация эмоционального труда была сформирована принятием новых управленческих практик, разработанных для продвижения правил чувств и личных моделей поведения, которые повышают производительность или конкурентоспособность учреждений или предприятий». 
Для того чтобы определить образ, который они хотят, чтобы их организации представляли, лидеры используют «основной компонент «эмоционального интеллекта» для распознавания эмоций»
Эмоциональная работа описывается как эмоция, которая является подлинной (в отличие от эмоционального труда), а не эмоция, которая создается посредством поверхностной игры и редко рассматривается как центр прибыли для руководства. Работник с эмпатической заботой будет испытывать чувства к клиенту, но сможет эффективно решать проблемы клиента, поскольку напрямую не разделяет эмоций клиента. 
Эмоциональный труд может полезен для организационного результата, но может быть пагубным для сотрудника.
Негативные аспекты эмоционального труда для работника (приводят к выгоранию):
- стресс
- разочарование
- истощение.

Выгорание работников ведёт к следующим негативным последствиям для предприятия:
- ухудшение качества обслуживания
- текучесть кадров
- прогулы
- низкий моральный дух.

Выгорание коррелирует с различными показателями самоотчета личного дистресса:
- физическое истощение
- бессонница
- повышенное употребление алкоголя и наркотиков
- супружеские и семейные проблемы.

Инновации, которые расширяют возможности сотрудников (преобразование в рабочие кооперативы, схемы совместного управления или выравнивание структуры рабочих мест) увеличивают уровень эмоционального труда сотрудников, поскольку они берут на себя больше обязанностей на рабочем месте.

## Положительные эмоции на рабочем месте
Положительные эмоции сотрудника на рабочем месте оказывают следующий положительный эффект (независимо от отношений человека с другими):
- повышение активности в выполнении задач
- настойчивость
- улучшенная когнитивная функция[англ.]

Сильные положительные эмоции эмоционально интеллектуальных людей включают:
- оптимизм
- позитивное настроение
- самоэффективность
- эмоциональную устойчивость (позволят выстоять в неблагоприятных обстоятельствах).

Оптимизм основан на предпосылке, что неудача не присуща человеку; она может быть связана с обстоятельствами, которые можно изменить, переориентировав усилия.
Сотрудники, выражающие положительные эмоции на рабочем месте:
- лучше подготовлены к тому, чтобы оказывать благоприятное влияние на своих коллег
- получают эффект ореола (положительная оценку по другим желательным атрибутам)
- могут вдохновить других на сотрудничество для выполнения задачи (сотрудники испытывают меньше положительных эмоций при взаимодействии со своими руководителями по сравнению с взаимодействием с коллегами и клиентами[17]).

Позитивное настроение также побуждает к более активному исследованию,  наслаждению новыми идеями и может повысить креативность.

## Негативные эмоции
Причины отрицательных эмоций на работе:
- перегрузка
- отсутствие вознаграждения
- социальные отношения (наиболее стрессовый фактор).

Цинизм — это негативная эффективная реакция на организацию. Циники чувствуют презрение, огорчение, стыд и даже отвращение, когда размышляют о своих организациях». Отрицательные эмоции вызываются «целым рядом проблем на рабочем месте, включая агрессию, словесные оскорбления, сексуальные домогательства, компьютерные перепалки, ведение блогов, тренинги по настойчивости, сплетни и невербальное поведение».
Отрицательные эмоции могут быть вызваны плохим руководством, отсутствием руководства, отсутствием поддержки и опоры.
Отрицательные эмоции приводят к снижению производительности труда сотрудников и, как следствие, к снижению эффективности работы организации.
Неуверенность сотрудников в своих способностях справляться с рабочими требованиями… и их неуверенность в коллегах… также могут стать причиной длительного негативного стресса. Сотрудники подавляют свои негативные эмоции на работе и дома, чтобы не показать свою слабость, что приводит к болезням.
Психологические и эмоциональные последствия отрицательных эмоций работника на рабочем месте:
- тревожность
- депрессия
- злоупотребления психоактивными веществами
- соматические расстройства.

Последствия отрицательных эмоций на рабочем месте для брака и семьи:
- супруги и дети могут ощущать на себе последствия выгорания, приносимого домой с работы
- снижение уровня энергии, что влияет на управление домом.

Организационные последствия негативных чувств на работе:
- негативное влияние на моральный настрой сотрудников
- текучесть кадров
- уменьшение приверженности организации».

Неспособность контролировать собственные эмоции и распознавать эмоциональные сигналы других людей может иметь катастрофические последствия на рабочем месте. Это может стать причиной конфликта и восприятию сотрудника в негативном свете, что приведёт его к упущенным возможностям.
Драма и сплетни также могут мешать работе. Драма на работе обычно определяется как:
- распространение непроверенной информации
- обсуждение личных вопросов на работе
- антагонизм коллег
- раздувание незначительных проблем (для привлечения внимания).

Восемь важных решений для прекращения конфликта на рабочем месте:
- политика руководства, делающая драму неприемлемой, наличие списка последствий
- определённость ролей сотрудников
- прекращение сплетен до их распространения
- самостоятельное обсуждение с сотрудниками изменений на работе вместо того, чтобы заниматься распространением слухов
- сообщение о драме в коллективе, если есть постоянный зачинщик
- проведение собрания, на котором руководство выступает посредником между людьми, которые сплетничают.
- привлечение эксперта по поведению(когда руководитель больше ничего не может сделать).

## Контроль эмоций
Умение не только контролировать свои эмоции, но и оценивать эмоции окружающих и эффективно влиять на них имеет решающее значение для успеха на рабочем месте. Токсичность на рабочем месте — это обычное явление и профессиональный риск. Способность эффективно справляться с эмоциями и эмоциональной информацией на рабочем месте помогает сотрудникам справляться с профессиональным стрессом и поддерживать психологическое благополучие. Снижение стресса и защита здоровья могут быть достигнуты не только за счет снижения требований к работе (стрессоров), но и за счет увеличения личных ресурсов сотрудников, включая эмоциональный интеллект (эмпатия, контроль импульсов).

## Дальнейшее чтение
- Anand, N., Ginka Toegel, and Martin Kilduff. (2007). Emotion Helpers: The Role of High Positive Affectivity and High Self-Monitoring Managers. Personnel Psychology, 60(2), 337—365. Retrieved from PsycINFO database.
- Brescoll, V.L. and Uhlmann, E.L. (2008). Can an angry woman get ahead? : Status conferral, gender, and expression of emotion in the workplace. Association for Psychological Science, 19(3) 268—275. Retrieved from PsycINFO database.
- Fong, Christina C., and Larissa Z. Tiedens. (2002). Dueling Experiences and Dual Ambivalences: Emotional and Motivational Ambivalence of Women in High Status Positions. Motivation and Emotion, 26(1), 105—121. Retrieved from PsycINFO database.
- Martin, Dick. (2012). OtherWise: The Wisdom You Need to Succeed in a Diverse World Organization. Published by AMACOM Books, a division of American Management Association, 1601 Broadway, New York, NY 10019.
- Pearson, Christine M. «The Smart Way to Respond to Negative Emotions at Work». MIT Sloan Management Review. Retrieved 2018-12-10.
- Seaton, Cherisse L.; Bottorff, Joan L.; Jones-Bricker, Margaret; Lamont, Sonia (2018-10-18). «The Role of Positive Emotion and Ego-Resilience in Determining Men’s Physical Activity Following a Workplace Health Intervention». American Journal of Men’s Health. 12 (6): 1916—1928. doi:10.1177/1557988318803744. ISSN 1557-9883. PMC 6199438. PMID 30334492.
- Mérida-López, Sergio; Extremera, Natalio; Quintana-Orts, Cirenia; Rey, Lourdes (2018-09-21). «In pursuit of job satisfaction and happiness: Testing the interactive contribution of emotion-regulation ability and workplace social support». Scandinavian Journal of Psychology. doi:10.1111/sjop.12483. ISSN 0036-5564.
- Balducci, Cristian (2012)."Exploring the relationship between workaholism and workplace aggressive behaviour: The role of job-related emotion." Personality and individual differences. 53: 629—634.
- Hochschild, Arlie Russell (1983). The Managed Heart: Commercialization of Human Feeling. University of California Press. ISBN 0520054547ISBN 0520054547.